# 士師記
『士師記』（）は聖書の書物である。

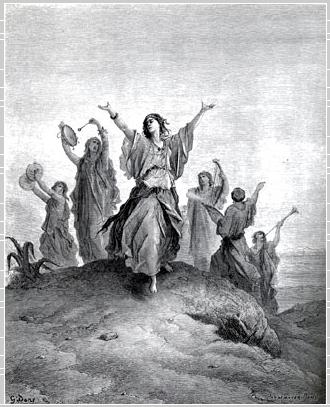
戦いに勝利したエフタを先頭で出迎えたのは、彼自身の一人娘であった。ギュスターヴ・ドレによるイラストレーション。

ヨシュアの死後、サムエルの登場に至るまでのイスラエル人の歴史が含まれており、他民族の侵略を受けたイスラエルの民を、「士師」と呼ばれる歴代の英雄達が救済する内容である。この書物は、キリスト教においては旧約聖書に、また、ユダヤ教においては預言者に分類される。この書物の原作者は、伝統的にサムエルであると信じられている。

## 要約

### 時代背景(1:1-3:6)
ヨシュアの死後、イスラエルの各部族は各自の相続地を攻略してゆくが、彼らは神の命令通りにカナン人たちを完全に滅ぼすことはせず、彼らとの共存の道を選ぶ。み使いが現れ、『申命記』7章での宣言通り、カナン人たちが「罠となる」ことを告げる。士師たちの時代の概要。罠となる国民の一覧

### 士師たちの活躍(3:7-16章)
アラム・ナハライムの王クシャン・リシュアタイムがイスラエル人を支配する。オトニエルは士師となり、アラム人を追い払う。モアブ人の王エグロンがイスラエル人を支配する。エフドは士師となり、エグロンを暗殺した後、モアブ人を追い払う。シャムガルは士師となり、ペリシテ人に勝利する。ハツォルの王ヤビンがイスラエル人を支配する。シセラが軍を指揮する。女預言者デボラはバラクを士師として任命し、また、彼にシセラの死に様を告げる。バラクはシセラの指揮する軍を壊滅させ、シセラを追跡するが、シセラはデボラの告げた通り、「女の手に」よって殺害される。また、カナン人ヤビンに対しても勝利する。デボラとバラクによって、神への賛美が歌われる。
ミディアン人、アマレク人たちが略奪を繰り返す。ギデオンの前にみ使いが現れ、彼が神から士師として任命されたことを告げる。彼はバアルの祭壇と聖木を壊し、そこにヤハウェの祭壇を築いて犠牲を捧げる。ミディアン人、アマレク人たちの軍が集結する。ギデオンの下に三万二千人が集まるが、神は三百人を選出し、他の者たちを去らせる。その夜、ギデオンと三百人の兵がミディアン人たちを取り囲むように分散し、周囲で角笛を吹き鳴らすと、敵兵は同士討ちを始めて壊走する。周辺のイスラエル人は再び呼び集められて追撃に加わる。またこの時、エフライム族がヨルダンを攻略する。これら一連の戦闘で死亡したミディアン人たちは十二万人を数える。ギデオンと三百人の兵はさらに追撃を続ける。スコトとペヌエル、二つの都市において、ギデオンは兵のために食物を求めるが嘲笑され拒否される。ギデオンはカルコルでミディアン人たちを奇襲し、二人の王、ゼバとツァルムナを捕虜にする。その帰途、二人の王は証拠としてスコトとペヌエルの住民の前に示され、二つの都市はその嘲笑の言葉ゆえに滅ぼされる。また、二人の王も処刑される。民はギデオンが自分たちの支配者となることを望むが、彼はこれを拒否する。ギデオンは戦利品からエフォド(祭司の装身具)を作成する。
ギデオンの息子、アビメレクは、ギデオンの他の息子たちを殺害し、シケムで王となる。ただ一人難を逃れた末の息子、ヨタムは、アビメレクとシケムに対する呪いの言葉を語る。後に、シケムの住民はアビメレクに反感を持つようになり、ガアルがシケムを訪れると、その住民は彼を信頼するようになる。宴席において、シケムの住民がアビメレクの上に災いを呼び求めると、ガアルはそれに乗じて、アビメレクとシケムの事務官ゼブルの二人を嘲笑する。ガアルの嘲笑に怒ったゼブルは、アビメレクとガアルの双方を炊きつけて両者を戦わせる。この戦闘はアビメレクが勝利し、シケムは滅ぼされる。テベツの攻略戦で、女の投げ落とした石臼がアビメレクの頭に当たり致命傷を与えると、彼は従者に自分を殺させる。
アビメレクの死後、トラが士師となる。ヤイルが士師となる。イスラエル人は他の神々を崇拝するようになる。ペリシテ人、アンモン人がイスラエル人を悩ませると、民は再びヤハウェの救いを求めるようになる。アンモン人がギレアドに、イスラエル人がミツパに布陣する。ギレアドの人々はエフタを司令官として任命する。アルノン周辺の境界線に対する、エフタとアンモン人の王、双方の主張。エフタはアンモン人との戦闘に勝利するが、戦闘前に自ら神に誓約したその誓約に従って、自分の一人娘を神に捧げる。エフライム族の者たちがエフタの行動に不満を抱き、ギレアドに攻め込むが、エフタとギレアドの人々は彼らを返り討ちにする。エフタの死後、イブツァンが士師となる。エロンが士師となる。アブドンが士師となる。
ペリシテ人がイスラエル人を支配する。み使いがマノアの妻の前に現れ、彼女が男子を産むこと、その子がイスラエルを救出することを告げる。誕生した男子はサムソンと名付けられる。サムソンはティムナに住むペリシテ人の女と結婚する。サムソンとティムナの人々は険悪となり、サムソンの妻は、彼女の父によって他の者に与えられる。報復に次ぐ報復。サムソンは千人のペリシテ人を倒す。サムソンは、自分の力の秘密をソレクの谷に住むデリラに明かしてしまい、ペリシテ人に捕らえられ両目をくり抜かれる。三千人のペリシテ人がダゴンを崇拝するために集まり、サムソンを見世物にしようとするが、力を回復したサムソンはダゴンの神殿の柱を倒し、ペリシテ人を巻き添えにして神殿の下敷きとなり死亡する。

### ダン族の定住(17-18章)
神殿を所有するエフライム族の人、ミカは、モーセの子孫であるレビ人、ヨナタンを祭司として迎える。ダン族はライシュに攻め上る途上、ミカの家で彫刻像などを奪う。その現場に居合わせたヨナタンは、説得されてダン族の祭司となる。ミカは彼らに抗議するが、脅されて退散する。ダン族はライシュを滅ぼし、その都市をダンと改名してそこに定住する。

### ベニヤミン族の討伐(19-21章)
ベニヤミンの都市、ギブアでの蛮行。イスラエルの四十万人の戦士がミツパに集結し、ギブアを攻め滅ぼすことを決定する。ベニヤミンの他の都市の者たちはギブアを滅ぼすことに同意せず、二万六千人の戦士がギブアを救うために集結する。最初の二日間はベニヤミンが優位に戦い、イスラエルの四万人が戦死する。三日目に、ベニヤミンの二万五千百人が戦死し、六百人の戦士がリモンの岩場に逃れる。ベニヤミンの全ての都市が滅ぼされる。ベニヤミン族に対する救済。
なお、このエピソードには『士師記』の最後に乗っているが、アロンの孫になるピネハスが出てくる（20：28）など、時系列的には初期の話であり、このためフラウィウス・ヨセフスの『ユダヤ古代誌』第V巻2-8章では士師記の各話時系列を「1-2章→19-21章→17-18章→3-16章」の順番だと説明している。

## 扱われている期間
士師たちの活動期間を単純に合計すると、以下の通りとなる。
1. アラム人の奴隷下の8年間(3:8)
2. オトニエルによる解放後の40年間(3:11)
3. モアブ人の奴隷下の18年間(3:14)
4. エフドによる解放後の80年間(3:30)
5. カナン人の奴隷下の20年間(4:3)
6. バラクによる解放後の40年間(5:31)
7. ミディアン人たちに侵略された7年間(6:1)
8. ギデオンによる解放後の40年間(8:28)
9. ギデオンの息子、アビメレクが支配した3年間(9:22)
10. トラが裁いた23年間(10:2)
11. ヤイルが裁いた22年間(10:3)
12. ペリシテ人の奴隷下の18年間(10:8)
13. エフタによる解放後の6年間(12:7)
14. イブツァンが裁いた7年間(12:9)
15. エロンが裁いた10年間(12:11)
16. アブドンが裁いた8年間(12:14)
17. ペリシテ人の奴隷下の40年間(13:1)
18. サムソンが裁いた20年間(15:20, 16:31)

合計410年間。しかし、『列王記』上 6章1節は、出エジプトからソロモンの神殿建設までの期間が480年であることを示しており、ここから
1. エジプト脱出後、荒野でさまよった40年間
2. ヨルダン川を渡ってからヨシュアが死亡するまでの期間（不明）
3. サウルが王として即位した後の40年間（『使徒行伝』13:21）
4. ダビデが王として支配した40年（『サムエル記』下 5:4, 『列王記』上 2:11）
5. ソロモンが王として即位してから神殿の建設が始まるまでの4年（『列王記』 第一 6:1）

などを差し引くと、その期間は358年より短くなるはずであり、『士師記』から求められる410年という期間はこの枠に収まりきらない。そこで、「ある士師の活動期間は別の士師の活動期間と重なっているはずである」、とする見解が一般的である。